# Алеутска острва
Алеутска острва (енгл. Aleutian Islands, рус. Алеутские острова), ланац малих острва, или скраћено Алеути (енгл. Aleutians, рус. Алеуты), су архипелаг са око 150 острва у Беринговом мору, која су вулканског порекла. Налазе се на северозападној обали Северне Америке између Аљаске и Камчатке. Припадају САД. Површина Алеутских острва је око 17.766 km² и на њима живи око 15.000 становника. Развијен је лов и риболов. Ту се налази велика ваздухопловна и војна поморска база. Највиша тачка је вулкан Шишалдин (2.857 m). 

## Историја
Алеутска острва открио је Витус Беринг 1741. године. До 1867. припадала су Русији која их је заједно са Аљаском продала САД.Са делом копна чине област (енгл. The Aleutian Islands and Range) у држави Аљаска са 6.011 становника (1960). У Другом светском рату острва су неко време била под окупацијом Јапанаца.

## Геологија
Кретање између Кула и Северноамеричке плоче дуж ивице Беринговог шелфа (у Беринговом мору, северно од Алеутског лука) завршило се у раном еоцену. Алеутски басен, односно дно океана северно од Алеутског лука, представља остатак Кула плоче, која је ту остала заробљена када су се вулкански процеси и субдукција преместили на југ, на своју садашњу локацију, пре око 56 милиона година. Алеутски острвски лук формиран је у раном еоцену (пре 55–50 милиона година) са почетком субдукције Пацифичке под Северноамеричку плочу. Лук је изграђен од одвојених блокова који су се окретали у смеру казаљке на сату. Основа острва састоји се од три стратиграфске јединице: еоценског слоја састављеног од вулканских стена, олигоцен-миоценског слоја од морских седиментних стена и плиоцено-квартарног слоја од седиментних и магматских стена.

## Географија
Алеутска острва су ланац острва у северном Пацифику који се од полуострва Аљаска пружа у благо повијеном луку пема Камчатки (између 51 и 55 степени сгш и 172 игд и 163 згд), у дужини од око 783 mi (1.260 km). Има 14 великих и 55 малих острва укупне површине 16.546 km². Подељена су на 4 главне групе: Фокс (енгл. Fox Islands) са главним градом Дач Харбором (енгл. Dutch Harbor) на острву Аналаска (енгл. Unalaska Island), Андреановљева острва (енгл. Andreanof Islands) са острвом Ејдек (енгл. Adak Island), Острва Рет (енгл. Rat Islands) са Киском и Емчитком (енгл. Amchitka Island) и Острва Нир (енгл. Near Islands) са острвима Ету (енгл. Attu Island) и Егату (енгл. Agattu Island).
Острва су брдовита, са око 30 активних вулкана, практично без дрвећа, покривена тундром. Клима је веома влажна, са готово сталним маглама, ниским облацима и падавинама. Просечна температура зими износи -1,1, а лети 10 °C. Струје, стеновите обале, непостојање природних лука и честе олује отежавају прилаз с мора.

### Клима
Клима Алеутских острва је субполарнa, са океанским утицајем. Просечне температуре су -1 C° у јануару и 9 C° у јулу.